# Gumi
Gumi (kor. 구미시) – miasto w Korei Południowej, w prowincji Gyeongsang Północny. W 2014 liczyło 420 320 mieszkańców.

## Współpraca
- Republika Chińska: Zhongli
- Japonia: Otsu
- Kirgistan: Biszkek
- Chińska Republika Ludowa: Shenyang, Changsha
- Meksyk: Mexicali
- Holandia: Eindhoven